# Merfyn Frych
Merfyn ap Gwriad, beter bekend als Merfyn Frych, was koning van Gwynedd van 825 tot 844. Hij volgde Hywel ap Rhodri op, en was de eerste koning van Gwynedd die niet uit het geslacht van Cunedda stamde.
De afkomst van Merfyn is onduidelijk. Er wordt gesteld dat zijn familie afkomstig was uit Manaw, het koninkrijk van de Gododdin, en genealogieën verbinden hem met de bekende Noord-Engelse Britse vorst Llywarch Hen. Sommige bronnen stellen dat Essyllt, dochter van koning Cynan ap Rhodri en nicht van Hywel ap Rhodri, zijn moeder was, andere dat zij zijn vrouw was. Ook van Nest ferch Cadell, de zuster van koning Cyngen ap Cadell van Powys wordt vermeld dat zij de vrouw van Merfyn was, en de moeder van zijn zoon Rhodri Mawr.
Over de regering van Merfyn is weinig bekend. Hij werd opgevolgd door zijn zoon Rhodri Mawr. Via Rhodri waren diverse koningen van de diverse rijken in Wales in de volgende eeuwen afstammelingen van Merfyn Frych.